# Соммерсбі
«Соммерсбі» (англ. Sommersby) — кінофільм спільного виробництва США і Франції. Режисер — Джон Ейміел. Не рекомендується перегляд дітям і підліткам молодше 16 років.

## Сюжет
Після закінчення громадянської війни в США Джек Соммерсбі, що вважався загиблим, повертається додому. Всі зустрічають його радісно. Крім найрідніших: дружини, сина і собаки. Він ніжний з нею, благородний, працьовитий. Вона розуміє що кохає його. Начебто що такого? Так і повинно бути. Але ось в чому заковика: раніше Джек був взагалі іншим, і місіс Соммерсбі його зовсім не любила. Та і собака не впізнав свого господара. З війни дійсно повертаються абсолютно іншими? Але сімейна ідилія порушується звинуваченям Джека Соммерсбі у вбивстві, здійсненим ще до війни. Його дружина, бажаючи його врятувати, вирішує, сама того достовірно не знаючи, розповісти всім, що Джек насправді не її чоловік, а інша людина, тим самим рятуючи його від смертної кари. Але тут з'являється питання: а ким тоді була ця людина в минулому житті і що примусило його прикинутися насправді вбитим Джеком?
Фільм про справжнє кохання і гідність зі сумним закінченням…

## В ролях
- Річард Гір — Джон Соммерсбі
- Джоді Фостер — Лорел Соммерсбі
- Бретт Келлі — Роб Соммерсбі
- Білл Пуллман — Орін Мічам
- Джеймс Ерл Джонс — суддя Баррі Конрад Іссакс
- Рональд Лі Ермі — Дік Мід
- Вільям Віндом — препдобний Паввел
- Рей Маккіннон — адвокат Вебб